# Josef Herbig
Josef Herbig (17. ledna 1837 Raspenava – 12. října 1910 Raspenava) byl rakouský a český rolník a politik německé národnosti, na přelomu 19. a 20. století poslanec Českého zemského sněmu.

## Biografie
Vychodil obecnou školu, pak strávil nějaký čas v českém vnitrozemí, aby se naučil češtině. Sloužil v armádě a pak spravoval své hospodářství. Profesí byl rolníkem v Raspenavě. Bydlel v usedlosti čp. 134 v Raspenavě. Sám se vzdělával. Od roku 1869 zasedal v obecním výboru (členem obecní samosprávy byl trvale až do své smrti), od roku 1873 v okresním výboru pro polní a lesní hospodářství, který spoluzakládal. Od roku 1875 byl členem místní školní rady. V roce 1887 byl zvolen do výboru německého ústředního hospodářského svazu Zentralverband. V roce 1887 se rovněž stal členem okresního zastupitelstva. Po 17 let zasedal v okresním výboru ve Frýdlantu, který ho vyslal do školského výboru živnostenské školy v Raspenavě. Spoluzakládal zemědělský nákupní spolek ve Frýdlantu, v němž zastával post předsedy dozorčí rady. Byl aktivní i v dalších hospodářských spolcích. Byl čestným předsedou spolku vojenských vysloužilců.
V 90. letech 19. století se zapojil i do zemské politiky. V doplňovacích volbách roku 1891 byl místo poslance Eduarda Herbsta zvolen v kurii venkovských obcí (volební obvod Frýdlant) do Českého zemského sněmu. V řádných volbách v roce 1895 zde mandát obhájil. Uvádí se jako německý liberál (takzvaná Německá pokroková strana). Mandát obhájil i ve volbách v roce 1901, nyní se uvádí jako všeněmec. Podle jiného zdroje ale z Německé pokrokové strany později přešel k Německé agrární straně.
Zemřel v říjnu 1910.